# Chapelle Notre-Dame de l'Arbre
Pour les articles homonymes, voir Chapelle Notre-Dame et Notre-Dame.
La chapelle Notre-Dame de l'Arbre est un édifice religieux catholique classé situé dans la section de Momalle faisant partie de la commune de Remicourt en province de Liège (Belgique).

## Situation
La chapelle se situe à l'est du village hesbignon de Momalle, au croisement de l'impasse des Corneilles et de la rue Haut Vinâve, adossée à la maison sise au no 70 de cette rue. Trois tilleuls et un banc précèdent l'édifice. L'altitude est de 150 m. Le moulin de Momalle, autre bien classé, se situe à environ 175 m à vol d'oiseau.

## Historique
Cette chapelle est érigée à l’initiative de l’abbaye du Val-Saint-Lambert en 1645, en l’honneur de la Vierge Marie, près du lieu où, selon la tradition, celle-ci apparût sur un arbre donnant ainsi cette dénomination à l'édifice. Le bâtiment est restauré en 1925 par l’architecte Fernand Lohest.

## Architecture
D'une longueur d'une douzaine de mètres, la chapelle bâtie en brique se compose d'une seule nef de deux travées percées de baies harpées avec arc brisé et d'un chevet plat. Le soubassement est constitué de pierres de silex alors que les encadrements des baies et un bandeau sous la corniche sont réalisés en pierre calcaire. L'accès à la chapelle se fait par la façade orientale (côté carrefour) en empruntant quatre marches en pierre bleue menant à la large porte axiale surmontée d'un linteau bombé et d'un oculus. Adossé au chevet de la chapelle, on peut voir le reste de la maison du chapelain. La toiture en ardoises est surmontée d’un petit clocheton curieusement placé à l'arrière de l'édifice et surmonté d'une croix en fer forgé.

## Classement
La chapelle Notre-Dame de l'Arbre et les trois tilleuls plantés devant l'entrée de l'édicule à Momalle sont classés depuis le 25 janvier 1935 et repris sur la liste du patrimoine immobilier classé de Remicourt. 
L'ensemble formé par la chapelle Notre-Dame de l'Arbre et ses abords sont repris depuis le 24 août 1989 sur la liste du patrimoine immobilier classé de Remicourt